# 페드루 2세 (포르투갈)
페드루 2세(포르투갈어: Pedro II), 1648년 4월 26일 - 1706년 12월 9일)는 포르투갈의 국왕 (섭정 : 1668년 - 1683년, 재위 : 1683년 - 1706년)이며 별칭은 평화왕(o Pacífico)이다.
친형인 아폰수 6세는 병약한데다 불구자였기에 실제적으로 국정수행 능력이 없었다. 이런 형을 도와 섭정을 맡다가 형을 유폐시키고 형수와 결혼을 한후 실질적으로 포르투갈을 통치했다.

## 초중반기
포르투갈 국왕 주앙 4세와 루이사 데 구즈만 왕비의 막내아들로 태어나 베자 공작의 작위를 받았다. 그는 포르투갈의 독립을 스페인에서 인정받는 전후인 1668년 정신병을 앓고 있는 형 아폰수 6세의 섭정으로 임명되었다. 페드루는 형을 유폐시켰고 1683년 형이 사망하자 페드루 2세로서 왕위에 올랐다. 그 당시 식민지 브라질의 미나스제라이스에서 은광이 발견되어 포르투갈에게 막대한 이익을 안겨주었다.
스페인 왕위 계승 전쟁에서 페드루 2세는 처음에 프랑스를 지지했지만, 1703년 5월 16일 잉글랜드와의 사이에 메슈엔 협약을 체결했다. 이 통상 조약은 포르투갈 산 와인과 잉글랜드 산 모직물의 수입을 상호촉진하는 것으로, 후에 포르투갈의 경제가 영국의 영향을 강하게 받는 원인이 되었다.
이 조약에 따라 1703년 12월에는 포르투갈과 영국, 오스트리아 간 군사 동맹이 체결되었다.

## 결혼
페드루 2세는 형으로부터 왕위를 물려받았을 뿐 아니라 형수였던 사부아느무르의 마리아 프란시스카(1646년 - 1683년)와 결혼하였다. 첫 번째 아내 마리아는 이자벨 루이사라는 딸을 낳은 뒤 사망하였고, 딸 이자벨 루이사도 병약했기 때문에 재혼을 결심하였다. 선택된 신부는 팔츠 선제후 필리프 빌헬름의 딸 팔츠노이부르크의 마리아 소피아로 신성 로마 제국 황제 레오폴트 1세의 처제이기도 했다. 이 결혼은 성공적이어서 후계자 주앙 5세를 비롯한 6명의 자녀를 더 얻게 되었다.

## 가족
- 첫 번째 왕비 - 사부아느무르의 마리아 프란시스카 이사벨, 사보이아 공작 카를로 에마누엘레 2세의 아내 사부아의 마리 잔의 여동생
  - 이자벨 루이사 (1669년 - 1690년)
- 두 번째 왕비 - 팔츠노이부르크의 마리아 소피아, 레오폴트 1세의 처제
  - 조안 (1688년)
  - 주앙 5세 (1689년 - 1750년) - 후임 국왕
  - 프란체스코 (1691년 - 1742년) 베자 공작
  - 안토니오 (1695년 - 1757년)
  - 테레사 (1696년 - 1704년)
  - 마누엘 (1697년 - 1736년)
  - 프란시스카 조세파 (1699년 - 1736년)